# Gompholobium villosum
Gompholobium villosum là một loài thực vật có hoa trong họ Đậu. Loài này được (Meissner) Crisp miêu tả khoa học đầu tiên.